# Valentin Stănescu
Valentin Stănescu (* 20. November 1922 in Bukarest; † 4. April 1994) war ein rumänischer Fußballspieler und -trainer. Der Torwart bestritt 51 Spiele in der höchsten rumänischen Fußballliga, der Divizia A, und gewann als Trainer dreimal die rumänische Meisterschaft.

## Karriere als Spieler

### Verein
Die Karriere von Valentin Stănescu begann bei Sportul Studențesc zu einer Zeit, als der Spielbetrieb der Divizia A aufgrund des Ausbruchs des Zweiten Weltkrieges unterbrochen worden war. Im Jahr 1943 stand er mit seinem Verein im Pokalfinale, unterlag dort aber CFR Turnu Severin.
Nach Kriegsende schloss sich Stănescu zunächst Carmen Bukarest an. Nachdem der Verein im Jahr 1947 von der kommunistischen Regierung aufgelöst worden war, versuchte Stănescu, zusammen mit seinem Teamkollegen Bazil Marian nach Italien zu flüchten. Die Aktion flog auf und Stănescu blieb ein Gefängnisaufenthalt nur deshalb erspart, weil er sich verpflichtete, für CFR Bukarest (heute Rapid Bukarest), den Klub des rumänischen Staatspräsidenten Gheorghe Gheorghiu-Dej, zu spielen. Dort konnte er seinen Platz im Tor nur selten über mehrere Spieltage verteidigen. In den Jahren 1949 und 1950 wurde er Vizemeister. Ende 1952 beendete er seine Karriere.

### Nationalmannschaft
Stănescu stand im Jahr 1947 fünfmal im Tor der rumänischen Nationalmannschaft. Sein Debüt war am 22. Juni gegen Jugoslawien. Seinen letzten Einsatz hatte er am 12. Oktober zum Abschluss des Balkan-Cups gegen Ungarn.

## Karriere als Trainer
Nach dem Ende seiner aktiven Laufbahn schlug Stănescu die des Trainers ein. Im Jahr 1955 übernahm er Flamura Roșie Giurgiu in der Divizia C. Im Jahr 1958 wechselte er zu Unirea Focșani in die Divizia B. Schon ein Jahr später übernahm er den Ligakonkurrenten Metalul Târgoviște. Dort gelang ihm im Jahr 1961 der Aufstieg in die Divizia A, wo aber der sofortige Abstieg folgte.
Nachdem die Rückkehr ins Oberhaus knapp verpasst worden war, erhielt Stănescu im Jahr 1963 die Gelegenheit, Cheftrainer seines früheren Vereins Rapid Bukarest zu werden. Bei Rapid gelang ihm der endgültige Durchbruch als Trainer. Nach drei Vizemeisterschaften holte er in der Saison 1966/67 die erste Meisterschaft der Vereinsgeschichte. Nachdem die darauf folgende Spielzeit nur auf dem 10. Platz abgeschlossen worden war und Rapid schlecht in die Saison 1968/69 gestartet war, trennte sich der Verein im September 1968 von Stănescu.
Er ging daraufhin in die Divizia B und übernahm das Team von Steagul Roșu Brașov, das er zurück in die Divizia A und dort zweimal zu einem Platz im gesicherten Mittelfeld führte. Anschließend verpflichtete ihn im Sommer 1971 Steaua Bukarest, wo er in der Saison 1971/72 mit Platz 9 die Erwartungen zunächst nicht erfüllen konnte. Als er mit Steaua in der Winterpause 1972/73 auf dem 1. Platz stand, nutzte der rumänische Verband die Gelegenheit und stellte ihn im Januar 1973 als Nationaltrainer ein (dieses Amt hatte er zuvor 1964 und 1971 schon kurzzeitig ausgefüllt).
Mit der Nationalelf gelang es Stănescu nicht, sich für ein internationales Turnier zu qualifizieren. Nach der verpassten Qualifikation zur WM 1974 konnte sich Rumänien auch in der Qualifikation zur EM 1976 nicht durchsetzen. Ende 1975 ersetzte ihn der Verband schließlich durch Ștefan Kovács.
Stănescu kehrte in seine Rolle als Vereinstrainer zurück und übernahm Petrolul Ploiești in der Divizia B. Auch seinen neuen Verein führte er ins Oberhaus, wo in der Saison 1977/78 der sofortige Abstieg folgte und der Verein sich von ihm wieder trennte. Nach halbjähriger Pause trainierte er ab März 1979 Universitatea Craiova, wo er die Meisterschaft 1980 feiern konnte.
Nach diesem Erfolg wechselte Stănescu zu Dinamo Bukarest und wurde gleichzeitig zum zweiten Mal Nationaltrainer. Im Jahr 1980 konnte er den Balkan-Cup nach Rumänien holen. Mit Dinamo gewann er im Jahr 1982 das Double aus Meisterschaft und Pokal. Zuvor hatte er die Leitung der Nationalmannschaft im Herbst 1981 trotz guten Abschneidens in der Qualifikation zur WM 1982 (die letztendlich verpasst wurde) an Mircea Lucescu abgeben müssen.
Im Sommer 1982 kehrte Stănescu noch einmal zu Rapid Bukarest zurück, das mittlerweile in der Divizia B spielte. Er führte das Team zurück ins Oberhaus und anschließend in der Saison 1983/84 zum Klassenerhalt. Danach beendete er seine Trainerkarriere.

## Erfolge

### Als Spieler
- Rumänischer Vizemeister: 1947, 1949, 1950
- Rumänischer Pokalfinalist: 1943

### Als Trainer
- Rumänischer Meister: 1967, 1980, 1982
- Rumänischer Pokalsieger: 1982
- Aufstieg in die Divizia A: 1961, 1969, 1977, 1983
- Sieger im Balkan-Cup für Nationalmannschaften: 1980
- Sieger im Balkanpokal für Vereinsmannschaften: 1964, 1966

## Sonstiges
Im Jahr 2001 wurde das Giulești-Stadion, die Heimstätte von Rapid Bukarest, zu Ehren von Valentin Stănescu in Stadionul Giulești – Valentin Stănescu umbenannt.